# Només sexe, res més
Només sexe, res més (títol original en hongarès: Csak szex és más semmi) és una pel·lícula còmica hongaresa dirigida per Krisztina Goda. Ha estat doblada al català.

## Argument
Daura, dramaturga en un teatre de Budapest, descobreix que el seu promès està casat i amb un fill, així que trenca amb ell. Frustrada i decebuda, decideix no tornar a tenir res a veure amb els homes i continuar amb la seva vida sola. Amb l'objectiu de quedar-se embarassada i criar al seu fill ella sola, comença a buscar cites per internet, visita un banc d'esperma i fins i tot queda amb aquest noi tan maco que treballa en el local de menjar ràpid turc. La seva vida es torna miserable a causa de Tamas, el nou membre del teatre que interpreta el paper principal masculí en l'obra 'Les Amistats Perilloses', adaptada per Daura per al teatre. Tamás és l'encarnació de tot el que Daura no pot suportar en els homes: arrogant, cruel i insofrible, encara que encantador i faldiller. El profund dilema de Daura és com fer les paus amb el seu passat (ple de relacions fallides) estant, no obstant això, oberta a futures oportunitats.

## Repartiment
- Judit Schell: Dóra
- Kata Dobó: Zsófi
- Sándor Csányi: Tamás
- Károly Gesztesi: Paskó
- Adél Jordán: Saci
- Zoltán Seress: Péter
- Zoltán Rátóti: András